# Prämienhaus

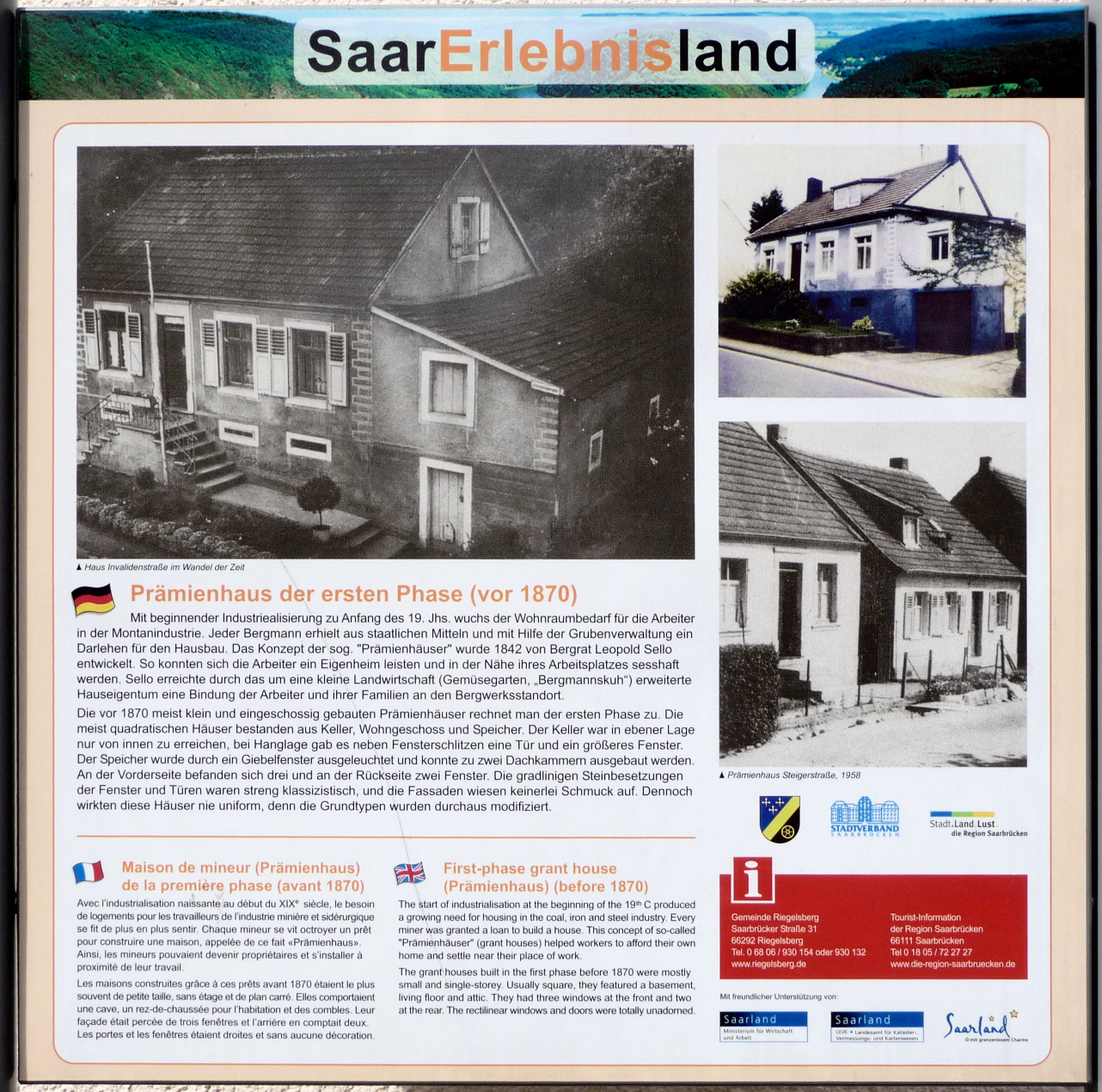
Infotafel Prämienhaus

Als Prämienhaus (auch: Saarbrücker Prämienhaus) wird ein Arbeiterwohnhaus bezeichnet, das im Industriegebiet des Saarraumes verbreitet ist. Prämienhäuser wurden hauptsächlich von Bergarbeitern des saarländischen Kohlereviers mit Unterstützung der preußischen Grubenverwaltung gebaut; diese Unterstützungsleistungen wurden „Prämien“ genannt.

## Geschichte
Das System der Prämienhäuser wurde im 19. Jahrhundert von Bergamtsdirektor Leopold Sello eingeführt, um den Bergarbeitern der saarländischen Gruben unter preußischer Verwaltung Wohnraum in der Nähe des Arbeitsplatzes zu ermöglichen. Die Bergleute konnten sich den Bau eines eigenen Hauses nur deshalb leisten, weil sie von ihrem Arbeitgeber durch eine Prämie (Zuschuss, verbilligtes Darlehen durch die Knappschaft) gefördert wurden. Die Grubenverwaltung bemühte sich um Bauland. Ein Bergmann mit durchschnittlichem Verdienst konnte so etwa in 10 bis 15 Jahren sein Haus abbezahlen. 1842 begann der Bau der Prämienhäuser. Die Gebäude mussten eine Mindestanzahl von Zimmern und eine Wohnfläche von wenigstens 32 Quadratmetern aufweisen. Die Häuser, die von den Bergleuten möglichst in Eigenarbeit errichtet werden sollten, mussten in Bruchstein ausgeführt werden und ein Ziegeldach sowie Dachrinnen besitzen. Bis 1918 entstanden in der Saarregion insgesamt 8662 Prämienhäuser. Um 1900 waren schon 37 Prozent der Bergarbeiter Hausbesitzer. Leopold Sello hat dank seinem Prämienhaussytem, das auf privatem Eigentum an Haus und Garten basierte, in der Saarregion eine Mentalität verwurzelt, die bis heute nachwirkt. Ab 1870 spielte das Prämienhaus in der Politik der Grubenverwaltung eine geringere Rolle, da verbesserte Verkehrsmöglichkeiten das Pendeln der Bergleute ermöglichten.
Nachdem 1918 die Grubenverwaltung in französische Hand übergegangen war, wurde auch das System der Prämienhäuser beendet.